# Mramor (Província da Cidade de Sófia)
Mramor (em búlgaro: Мрамор) é uma vila no distrito de Vrabnitsa, na capital búlgara, Sófia, localizada a cerca de 10 km a noroeste do centro da cidade. Desde 2024 tem 1.958 habitantes.  

## Geografia

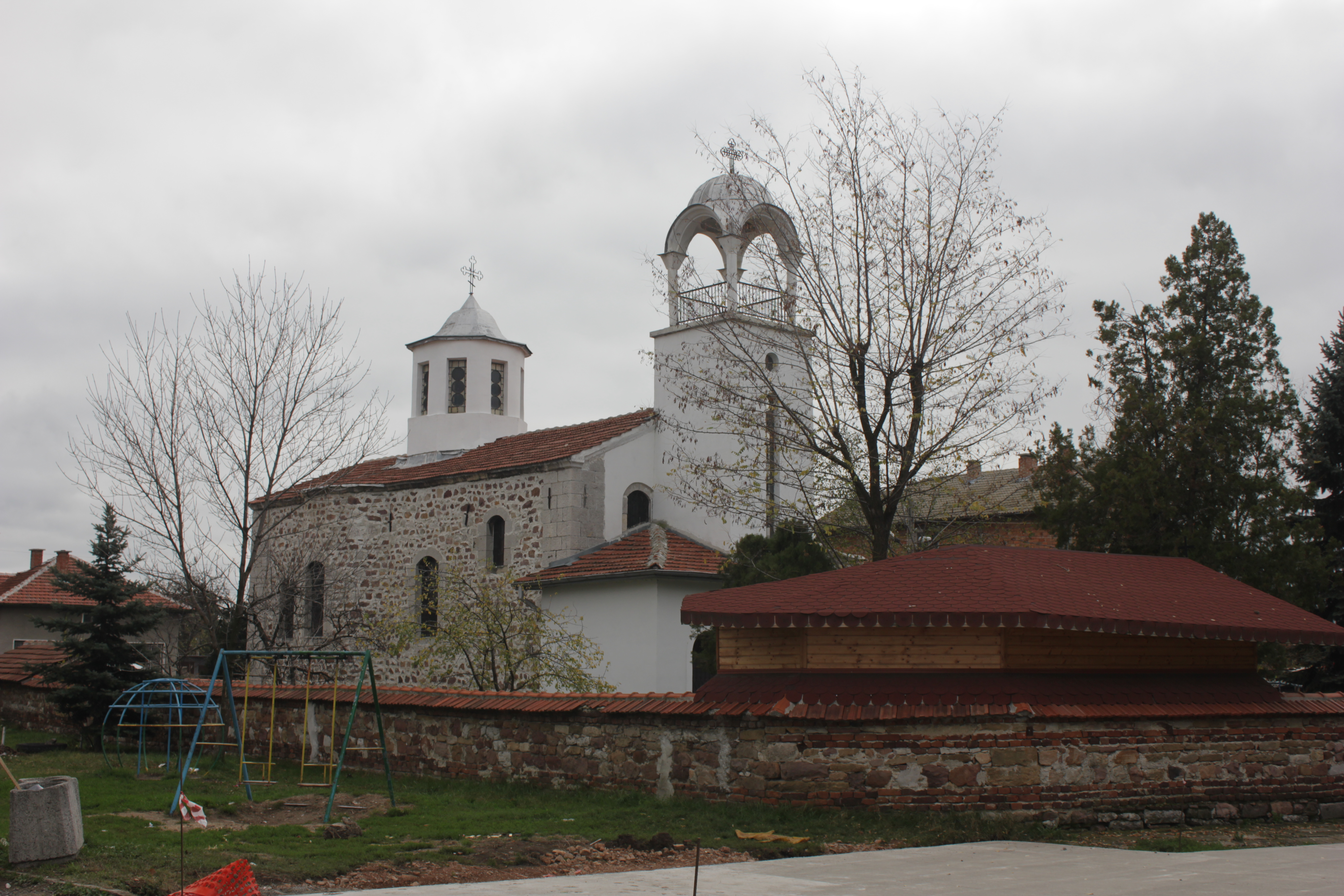
A Igreja de Todos os Santos

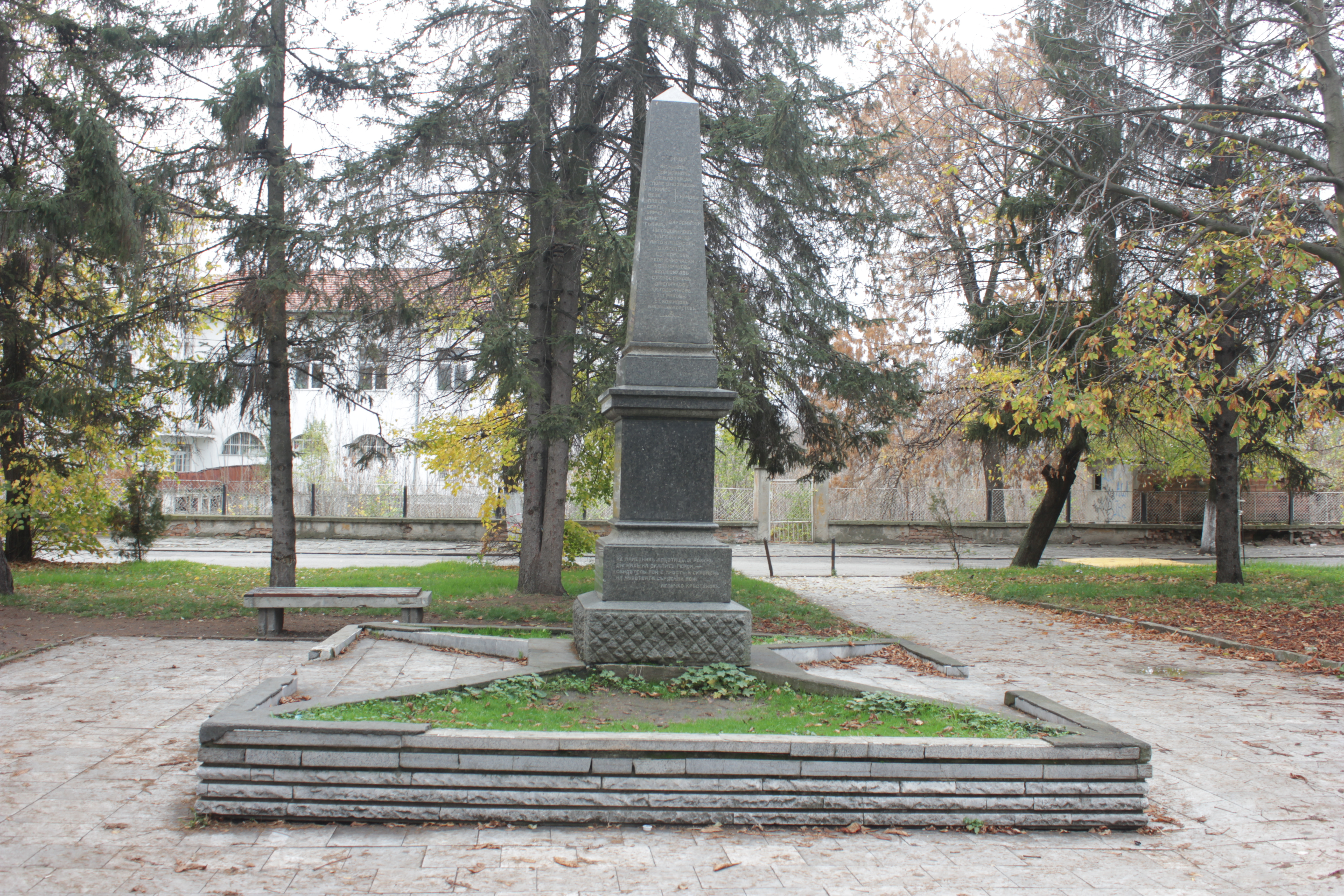
O memorial de guerra em Mramor

A vila situa-se a uma altitude de 526 m na zona central do Vale de Sófia, situado na margem sul do rio Blato, um afluente à esquerda do Iskar. Uma microbarragem chamada Tsarna Bara foi construída a sudoeste da vila. Existe uma fonte mineral com temperatura de 40 °С. Abrange a zona climática continental de transição . Os solos são chernossolo e smolnitsi.